# 巴尔瓦洛斯
巴尔瓦洛斯，是西班牙卡斯蒂利亚-莱昂萨拉曼卡省的一个市镇。 总面积38平方公里，总人口100人（2001年），人口密度3人/平方公里。